# Kim Jong-pil
Kim Jong-pil (hangul: 김종필, 7 tháng 1 năm 1926 - ngày 23 tháng 6 năm 2018) là một quân nhân, tướng lĩnh và chính trị gia Hàn Quốc.